# Clareville Grove Demos
| Оценки критиков | Оценки критиков |
| Источник        | Оценка          |
| --------------- | --------------- |
| Uncut           | [ 1 ]           |

Clareville Grove Demos — бокс-сет британского рок-музыканта Дэвида Боуи, выпущенный в мае 2019 года. Компиляция включает три 7-дюймовых виниловых пластинки, содержащие шесть песен, исполненных Боуи со своим другом Джоном Хатчинсоном в начале 1969 года. Все песни сборника представлены в моно-формате и демонстрационном качестве. В ноябре того же года все эти песни были включены в бокс-сет Conversation Piece, изданный на CD.
Как и Spying Through a Keyhole, бокс-сет был выпущен к 50-летию альбома Space Oddity (1969). Две из шести демозаписи, «Space Oddity» и «An Occasional Dream», уже выпускались на переиздании, посвященном 40-летию этого альбома, в 2009 году.
Материал был записан в январе 1969 года для продвижения дуэта Bowie & Hutch c целью получения потенциального контракта, так как Боуи был уволен с лейбла Deram Records.

## Список композиций
Слова и музыка всех песен — написаны Дэвидом Боуи, за исключением отмеченных.
| №  | Название                  | Автор(ы)    | Длительность |
| -- | ------------------------- | ----------- | ------------ |
| 1. | «Space Oddity»            |             | 5:12         |
| 2. | «Lover to the Dawn»       |             | 3:48         |
| 3. | «Ching-a-Ling»            |             | 2:59         |
| 4. | «An Occasional Dream»     |             | 2:49         |
| 5. | «Let Me Sleep Beside You» |             | 2:59         |
| 6. | «Life Is a Circus»        | Роджер Банн | 4:45         |